# Jacob Young
Jacob Wayne Young, lepiej znany jako Jacob Young (ur. 10 września 1979 w Renton) – amerykański aktor telewizyjny i piosenkarz.

## Życiorys

### Wczesne lata
Urodził się w Renton w stanie Waszyngton jako najmłodszy z czwórki rodzeństwa. Ma starszego brata Michaela i dwie starsze siostry – Tiffany i Charity. Dorastał w Tillamook, w stanie Oregon i Roy, w stanie Waszyngton. Kiedy jego rodzice rozwiedli się, mając 17 lat przeprowadził się ze swoją matką do San Diego, w Kalifornii.
W Tri-City Christian High School występował w przedstawieniach: Grease, Chłopaki i lalki (Guys & Dolls), Nasze miasto (Our Town) i Czarnoksiężnik z krainy Oz (Wizard of Oz).
Był wykwalifikowanym wrestlerem w kategorii stylu wolnym i grecko-rzymskim stylu wrestlingowym.

### Kariera
Od 31 grudnia 1997 do 15 września 1999 wcielał się w postać Ricka Forrestera w operze mydlanej CBS Moda na sukces (The Bold and the Beautiful). Postać ta przyniosła mu w 1999 roku nominację do nagrody Daytime Emmy. Następnie zastąpił Jonathana Jacksona i od 25 lutego 2000 do 10 lutego 2003 grał rolę Lucasa Lorenzo 'Lucky’ego' Spencera Jr. w operze mydlanej ABC Szpital miejski (General Hospital). Za rolę w 2002 odebrał nagrodę Daytime Emmy oraz został nazwany przez magazyn „People” najseksowniejszym gwiazdorem opery mydlanej.
Jego pasją stała się także muzyka. 11 września 2001 roku w nowojorskiej wytwórni płytowej Artemis Records zrealizował płytę CD.
20 sierpnia 2006 roku debiutował rolą Lumière'a na scenie Broadwayu w disneyowskim musicalu Piękna i Bestia (Beauty and the Beast).
Ujawnił, że był ofiarą molestowania.

## Życie prywatne
4 kwietnia 2006 zaręczył się z modelką Christen Stewart. Wzięli ślub 13 maja 2007 roku w Westmount Country Club w Woodland Park, w stanie New Jersey. Mają syna Luke’a Wayne’a (ur. w listopadzie 2008).

## Filmografia

### Filmy fabularne
- 2001: Legalna blondynka (Legally Blonde) jako aktor w TV
- 2004: Dziewczyna z sąsiedztwa (The Girl Next Door) jako myśliwy
- 2007: 3 Day Test

### Film TV
- 2000: Plażowi chłopcy: Amerykańska rodzina (The Beach Boys: An American Family) jako Dean Torrance

### Seriale TV
- 1997–1999, od 2011: Moda na sukces (The Bold and the Beautiful) jako Eric 'Rick' Forrester Jr.
- 2000–2003: Szpital miejski (General Hospital) jako Lucas Lorenzo 'Lucky' Spencer Jr.
- 2003–2011: Wszystkie moje dzieci {All My Children) jako Adam 'J.R.' Chandler Jr..
- 2004: Nadzieja i wiara (Hope & Faith) jako Heath Hamilton
- 2005: Tylko jedno życie (One Life to Live) jako J.R. Chandler